# Concerto pour piano no 2 de Brahms
Pour les articles homonymes, voir Concerto pour piano (homonymie) et Concerto pour piano no 2.
Le Concerto pour piano et orchestre no 2 en si bémol majeur, op. 83, de Johannes Brahms est un concerto pour piano composé de 1878 à 1881.
Il fut créé le 9 novembre 1881 à Budapest, par le compositeur au piano ; contrairement au Premier Concerto qui avait dérouté les auditeurs, celui-ci eut aussitôt un immense retentissement et fera le tour des capitales germaniques. La seconde audition eut lieu dès le 22 novembre à Stuttgart, suivie par une série d’exécutions.
Il comprend quatre mouvements. Brahms avait écrit dans une lettre à son ami Herzogenberg : « Je dois vous dire que j’ai écrit un petit concerto pour piano, avec un joli petit scherzo. » Ce scherzo, inhabituel dans une œuvre concertante, est repris de celui que Brahms avait projeté, puis abandonné, pour son Concerto pour violon en 1877.

## Histoire
Comme son concerto pour violon et sa deuxième symphonie, Brahms compose principalement l'œuvre alors qu'il est en villégiature à Pörtschach am Wörthersee ainsi qu'à Bad Ischl, pendant les étés 1878 à 1880. Il y met la dernière main à l'été 1881, alors en villégiature à Pressbaum, et décrit alors sa nouvelle oeuvre à Clara Schumann dans une correspondance comme une « toute petite chose, avec une babiole de scherzo ». Il répète l'œuvre à l'automne avec le chef d'orchestre Hans von Bülow à Meiningen, et la crée le 9 novembre 1881 à Budapest sous la direction de Sandor Erkel. C'est alors un immense succès.
Fort de ce succès, en trois mois, il donne ensuite une série de concerts à Vienne et dans vingt-deux autres villes d'Allemagne, des Pays-bas et d'Autriche-Hongrie.

## Orchestration
| Instrumentation du Concerto pour piano n° 2                          |
| Cordes                                                               |
| premiers violons, seconds violons, altos, violoncelles, contrebasses |
| Bois                                                                 |
| 2 flûtes, 2 hautbois, 2 Clarinettes en si ♭, 2 bassons,              |
| Cuivres                                                              |
| 4 cors en ré et en si ♭, 2 trompettes en ré                          |
| Percussions                                                          |
| Timbales                                                             |
| Soliste                                                              |
| Piano                                                                |

Durée moyenne d'exécution : 45–48 minutes.

### Allegro non troppo

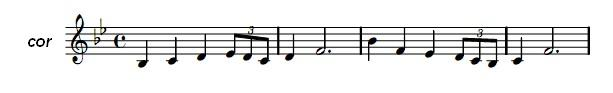
Exposition du thème au cor

À l'inverse du Premier concerto qui débute par une longue introduction orchestrale, celui-ci fait entrer le soliste dès la seconde mesure du premier thème (calme et majestueux, énoncé par le cor). Les trois phrases du thème (cor, puis bois et cordes) sont suivies d'une cadence du piano en arpèges brefs, rythmés et bondissants, en accords et larges oppositions de registres. Ce n'est qu'ensuite que vient l'exposition orchestrale complète. Le premier thème, au tutti, est suivi d'une mélodie aux cordes au lyrisme empreint d'une certaine tension interne ; puis d'un troisième motif, soudainement impétueux. Un dernier et bref tutti précède la réapparition du soliste qui va revenir au premier thème, puis s'affirmer en accords puissants avant de marquer une évolution vers une technique plus fine, - cela dans un dialogue constant et étroit avec l'orchestre. De rapides et légères fusées d'arpèges divergents vont précéder la montée vers la culmination de la partie exposition ; elle est marquée par un changement d'armure en fa mineur et des rafales de traits aboutissant à un martèlement d'accords rapides et vigoureux, d'une considérable difficulté. Au début du développement, le premier thème est repris en fa mineur. Dans le développement, la vigueur, tout en gardant ses droits, affichera moins sa carrure, – au profit de la poésie, à partir surtout de la modulation en ré majeur. Après le retour dans le ton initial, une série de fusées d'arpèges aboutit à un miroitement quasi-impressionniste qui précède la réexposition, assez fortement condensée. La coda – longue comme souvent chez Brahms – est une récapitulation variée de tous les éléments du premier thème, où le soliste et l'orchestre sont souvent antagonistes.

### Allegro appassionato (rémineur)
C'est le scherzo, auquel on a parfois trouvé des accents « méphistophéliques ». Le premier thème est impétueux, sombre et teinté de fantastique, proche du climat du Premier concerto. Le second thème, à l'unisson aux cordes, est au contraire anxieux et plaintif. L'un et l'autre seront développés, brassés, amplifiés dans la partie A, dont l'intensité va croissant jusqu'à un paroxysme soudain brisé par la partie B en ré majeur. Ici, les orages brahmsiens s'éclairent de quelques rayons où passent des réminiscences de musique pré-classique. Mais la sombre véhémence ne tarde pas à reprendre le dessus, avec le retour de la partie principale.

### Andante
L'idée musicale heureuse est ici l'adjonction d'un second soliste, – un violoncelle auquel est confié l'émouvante cantilène du thème principal, repris aussitôt par les violons. Après une entrée sereine, la partie pianistique alternera quelques crispations soudaines sur des trilles et des arpèges avec des passages en accords doucement échangés entre les deux mains. La partie centrale, en fa dièse majeur (Più Adagio), est un moment de pure contemplation. Au retour du thème au violoncelle solo se superpose bientôt le piano, – donnant la sensation, jusqu'à la fin du mouvement, d'un double concerto.

### Allegretto grazioso
C'est un rondo-sonate qui conclut le concerto dans un climat plutôt aimable et dans un esprit manifestement classique. Le premier thème au piano est délicat et enjoué, les lignes sont fines, l'instrumentation légère (les timbales et trompettes sont ici absentes), quoique avec de brusques sursauts de vigueur. Une réponse thématique, toujours au piano, semble issue du thème initial. Le motif contrastant sera un air de tzigane, avec son « swing » caractéristique. Un dernier élément thématique surgit dans la partie centrale, doux et lyrique. La technique pianistique, dans l'ensemble, est assez fluide ; mais, vers la fin du mouvement, une énergie comparable à celle de l'Allegro initial va s'emparer du soliste et de l'orchestre, pour terminer sans lourdeur, mais avec entrain et optimisme.
Lors de la finale du Concours Musical International Reine Elisabeth de Belgique (CMIREB), session piano 2025, ce concerto de Brahms fut joué le vendredi 30 mai 2025, par la première candidate de la soirée, la japonaise Shiori Kuwahara, accompagnée du Brussels Philharmonic Orchestra, sous la direction de Kazushi Ono.

## Enregistrements
- 1939 : Wilhelm Backhaus, Staatskapelle Dresden, Karl Böhm (dir) (EMI)
- 1940 : Vladimir Horowitz, Orchestre symphonique de la NBC, Arturo Toscanini (dir) (RCA, rééd. Naxos)[3]
- 1942 : Edwin Fischer, Berliner Philharmoniker, Wilhelm Furtwängler (dir) (live, Deutsche Grammophon, rééd. Testament)[4],[5]
- 1947 : Solomon Cutner, Philharmonia Orchestra, Issay Dobrowen (dir) (HMV, rééd. Testament)[6]
- 1958 : Arthur Rubinstein, RCA Symphony Orchestra, Josef Krips (dir) (RCA)
- 1960 : Rudolf Serkin, Orchestre de Philadelphie, Eugene Ormandy (CBS)
- 1960 : Sviatoslav Richter, Orchestre symphonique de Chicago, Erich Leinsdorf (dir) (RCA)[7]
- 1961 : Géza Anda, Berliner Philharmoniker, Ferenc Fricsay (dir) (DG)
- 1968 : Géza Anda, Berliner Philharmoniker, Herbert von Karajan (dir) (DG)
- 1969 : Claudio Arrau, Concertgebouw-Orchester, Bernard Haitink (dir) (Philips)
- 1971 : Arthur Rubinstein, Orchestre de Philadelphie, Eugene Ormandy (dir) (RCA)[8]
- 1972 : Emil Gilels, Berliner Philharmoniker, Eugen Jochum (dir) (DG)[9]
- 1979 : Stephen Kovacevich, Orchestre symphonique de Londres, Colin Davis (dir) (Philips, rééd. Newton Classics)[10],[11]
- 1985 : Krystian Zimerman, Wiener Philharmoniker, Leonard Bernstein (dir) (DG)
- 1988 : Ivan Moravec, Orchestre philharmonique tchèque, Jiří Bělohlávek (dir) (Supraphon)[3]
- 1992 : Alfred Brendel, Berliner Philharmoniker, Claudio Abbado (dir) (Philips)
- 2006 : Nelson Freire, Gewandhausorchester Leipzig, Riccardo Chailly (dir) (Decca)[12]
- 2013 : Hélène Grimaud, Orchestre philharmonique de Vienne, Andris Nelsons (dir) (Deutsche Grammophon)
- 2013 : Maurizio Pollini, Staatskapelle de Dresde, Christian Thielemann (dir) (Deutsche Grammophon) (live Dresde, Janvier 2013)